# Eilema petreola
Eilema petreola är en fjärilsart som beskrevs av Achille Guenée 1861. Eilema petreola ingår i släktet Eilema och familjen björnspinnare. Inga underarter finns listade i Catalogue of Life.